# هجمات أفغانستان في مايو 2020
في مايو 2020، وقعت سلسلة من هجمات المتمردين في أفغانستان، بدأت عندما قتلت طالبان 20 جنديًا أفغانيًا وجرحت 29 آخرين في زاري وبلخ وجريشك في هلمند في 1 و3 مايو على التوالي. في 12 مايو، تعرض جناح الولادة في مستشفى في كابل وجنازة في كوز كونار (خيوا) للهجوم، ما أسفر عن مقتل 56 شخصًا وإصابة 148 آخرين، بما في ذلك الأطفال حديثي الولادة والأمهات والممرضات والمعزين. وأعلن تنظيم الدولة الإسلامية - خراسان مسؤوليته عن تفجير الجنازة، لكن لم تعلن أي جماعة متمردة مسؤوليتها عن إطلاق النار على المستشفى.
ألقت الحكومة الأفغانية باللوم على طالبان باعتبار أفرادها الجناة الرئيسيين وراء هجمات 12 مايو، وأمرت الجيش على الفور باستئناف هجماته ضد طالبان وغيرها من الجماعات المتمردة. لكن طالبان نفت تورطها. قالت الحكومة الأمريكية إن تنظيم الدولة الإسلامية في العراق والشام (ولاية خراسان) نفذ هجمات 12 مايو، وليس طالبان، لكن هذا التأكيد رفضه المسؤولون الأفغان.
أعلنت حركة طالبان أنها ستشن هجمات انتقامية ضد الحكومة الأفغانية لأنها ألقت اللوم عليها في هجمات 12 مايو، وشنت تفجيرات انتحارية في غارديز وغزنة أسفرت عن مقتل تسعة من رجال المخابرات وخمسة مدنيين وإصابة 69 آخرين. وحاولت حركة طالبان بعد ذلك الاستيلاء على قندوز، حيث هاجمت عدة مواقع حكومية في المدينة قتل خلالها ثمانية جنود وأربعة مدنيين وشرطي، وأصيب 73 آخرون. صدت قوات الأمن الأفغانية هجوم طالبان على قندوز.

## خلفية
في 29 فبراير 2020، وقعت الولايات المتحدة اتفاقية سلام مع حركة طالبان في قطر، حددت شروط انسحاب القوات الأمريكية من أفغانستان. ومع ذلك، وعلى الرغم من الاتفاق، تصاعدت الهجمات ضد قوات الأمن الأفغانية في البلاد. في غضون 45 يومًا بعد الاتفاق (بين 1 مارس و15 أبريل)، نفذت طالبان أكثر من 4500 هجوم في أفغانستان، ما أظهر زيادة بأكثر من 70% مقارنة بالفترة نفسها من العام السابق. قُتل أكثر من 900 من قوات الأمن الأفغانية في هذه الفترة ويُعد هذا ارتفاعًا من نحو 520 في نفس الفترة قبل عام. وفي الوقت نفسه، بسبب الانخفاض الكبير في عدد الهجمات والغارات الجوية التي تشنها القوات الأفغانية والأمريكية ضد طالبان بسبب الاتفاق، انخفض عدد ضحايا طالبان إلى 610 في الفترة من حوالي 1660 في نفس الفترة من العام السابق. وقال المتحدث باسم البنتاغون، جوناثان هوفمان، إنه على الرغم من توقف طالبان عن شن هجمات ضد قوات التحالف التي تقودها الولايات المتحدة في أفغانستان، إلا أن العنف لا يزال مرتفعًا بشكل غير مقبول ولا يفضي إلى حل دبلوماسي.

## هجمات المتمردين قبل 12 مايو
في 1 مايو، هاجمت حركة طالبان منطقة زاري في مقاطعة بلخ خلال الليل، ما أسفر عن مقتل 13 من أفراد قوات الأمن الأفغانية وإصابة 17 آخرين. في 2 مايو، انفجرت دراجة نارية مفخخة خارج السجن الإقليمي في مهترلام بولاية لغمان، ما أسفر عن مقتل ثلاثة مدنيين وإصابة أربعة من أفراد قوات الأمن. وكان نور محمد مدير مديرية سجن لغمان من بين الجرحى.
في 3 مايو، قُتل سبعة من قوات الأمن الأفغانية وأصيب ما لا يقل عن 12 آخرين في هجوم انتحاري بشاحنة مفخخة على قاعدة عسكرية واستخباراتية في منطقة جريشك بولاية هلمند. فجّر الانتحاري شاحنة مازدا صغيرة أمام البوابة ما أدى إلى إلحاق أضرار جزئية بالقاعدة. وأعلنت حركة طالبان مسؤوليتها عن الهجوم. وفي هجوم منفصل في 3 مايو، ألقى عنصر من طالبان قنبلة يدوية على مسجد في منطقة خركوت بمقاطعة باكتيكا، ما أدى إلى إصابة 20 من المصلين الذين كانوا يؤدون صلاة التراويح بعد أن أفطروا في رمضان.
في 4 مايو، أصيب أربعة موظفين في شركة الطاقة المملوكة للدولة، دا أفغانستان بريشنا شيركا، في انفجار قنبلة في شمال كابل عندما كانوا عائدين إلى كابل بعد إصلاح برج الإرسال الذي دمره مسلحون في وقت سابق. كان اثنان من الأربعة في حالة حرجة. وفي اليوم نفسه، اغتيلت شرطية وسط قندهار، لتصبح بذلك خامس شرطية تُقتل خلال الشهرين الماضيين في قندهار. ولم تعلن أي جماعة مسؤوليتها عن مقتل الشرطية. في 7 مايو، أدى انفجار قنبلة على جانب الطريق في منطقة نادر شاه كوت بمقاطعة خوست إلى مقتل الجنرال سيد أحمد بابازاي، رئيس شرطة مقاطعة خوست، وسكرتيره، وأحد الحراس الشخصيين، وأدى أيضًا إلى إصابة شخص آخر. وأعلنت حركة طالبان مسؤوليتها عن الهجوم.
قبل هجوم 12 مايو بقليل، وقع هجوم مدمر في ليلة 10 مايو، هاجمت خلاله طالبان قافلة ومركزًا أمنيًا في منطقة أليشينج، مقاطعة لغمان، شمال شرق كابل. قُتل 27 جنديًا أفغانيًا ودُمرت عدة آليات عسكرية، بينما ظل تسعة جنود في عداد المفقودين بعد الهجوم.

## هجمات يوم 12 مايو
في الساعة العاشرة صباحًا من يوم 12 مايو 2020، أطلق ثلاثة مسلحين يرتدون زي الشرطة النار في جناح الولادة بأحد المستشفيات في كابل. يقع المستشفى في حي يقطنه الهزارة ذي الأغلبية الشيعية في داشتي برشي ويساعد في العمل فيه موظفو منظمة أطباء بلا حدود. قتل المهاجمون 24 شخصًا وجرحوا 16 آخرين. وشملت الوفيات طفلين حديثي الولادة، وقابلة، و16 أم، كانوا إما حوامل أثناء الولادة أو مع أطفالهن حديثي الولادة. أطلِق النار على ثلاث من الأمهات وقُتلن في غرفة الولادة مع أطفالهن الذين لم يولدوا بعد.
كان المسلحون قد ساروا مباشرة أمام عنابر أخرى أقرب إلى مدخل المستشفى، وهاجموا فقط جناح الولادة. أجلِي أكثر من 80 امرأة ورضيعًا وموظفًا، من بينهم ثلاثة أجانب، بأمان من المستشفى، وقتلت قوات الأمن الأفغانية والقوات الخاصة النرويجية المشرفة عليها جميع المهاجمين.
وفقًا لفريدريك بونو، رئيس برامج منظمة أطباء بلا حدود في أفغانستان: «عدت في اليوم التالي للهجوم وما رأيته في (جناح) الولادة يوضح أنه كان إطلاق نار منظم على الأمهات. دخلوا إلى (جناح) الأمومة، وأطلقوا النار على النساء في أسرتهن. كان ذلك منهجيًا. امتلأت الجدران بالرصاص والدماء على أرضيات الغرف، واحترقت المركبات، وخرقت النوافذ». وأضاف بونو: «إنه أمر صادم. نعلم أن هذه المنطقة تعرضت لهجمات في الماضي، لكن لا أحد يصدق أنهم سيهاجمون الأمومة. جاؤوا لقتل الأمهات».
بعد حوالي ساعة من هجوم كابول، وقع تفجير انتحاري في منطقة كوز كونار (المعروفة أيضًا باسم منطقة خيوة)، مقاطعة ننجرهار في جنازة الشيخ أكرم، القائد السابق لقوة شرطة المنطقة، الذي توفي بنوبة قلبية قبل يوم. أسفر الانفجار عن مقتل 32 شخصًا وإصابة 133 آخرين، بعضهم إصاباتهم خطيرة. وقتل في الهجوم عبد الله مالكزاي عضو مجلس ولاية ننجرهار فيما أصيب والده النائب مالك قيس نور آغا.